# VistaDB
Die einbettbare Datenbank VistaDB für .net ist eine kleine vollständig in verwaltetem .net Quelltext geschriebene Datenbank. Sie ist unter dem .Net-Framework, .NET Compact Framework und Mono lauffähig und sowohl für 32 Bit als auch für 64 Bit Betriebssysteme erhältlich und liegt in der Version 4.1 aktuell vor.

## Features
- 100 % .net verwalteter Code
- Auslieferung durch (nur) eine DLL ohne gesonderte Installation
- Integration in Visual Studio 2008 / 2010 möglich
- SQL Server 2005 kompatible Datentypen
- Unterstützung von T-SQL, SQL Prozeduren und Trigger

Die Datenbank ist in vier Versionen käuflich zu erwerben (Lite, Personal, Professional, Corporate). Eine Testversion ist ebenfalls erhältlich.